# Kolonie Arizona

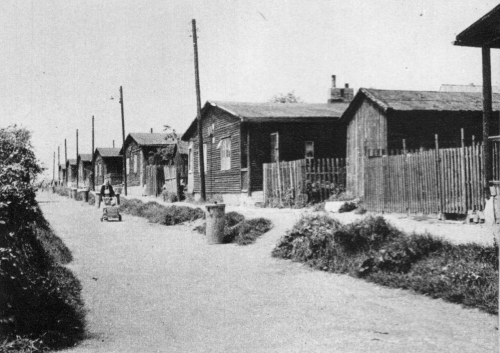
Bývalá nouzová kolonie Arizona kolem roku 1933

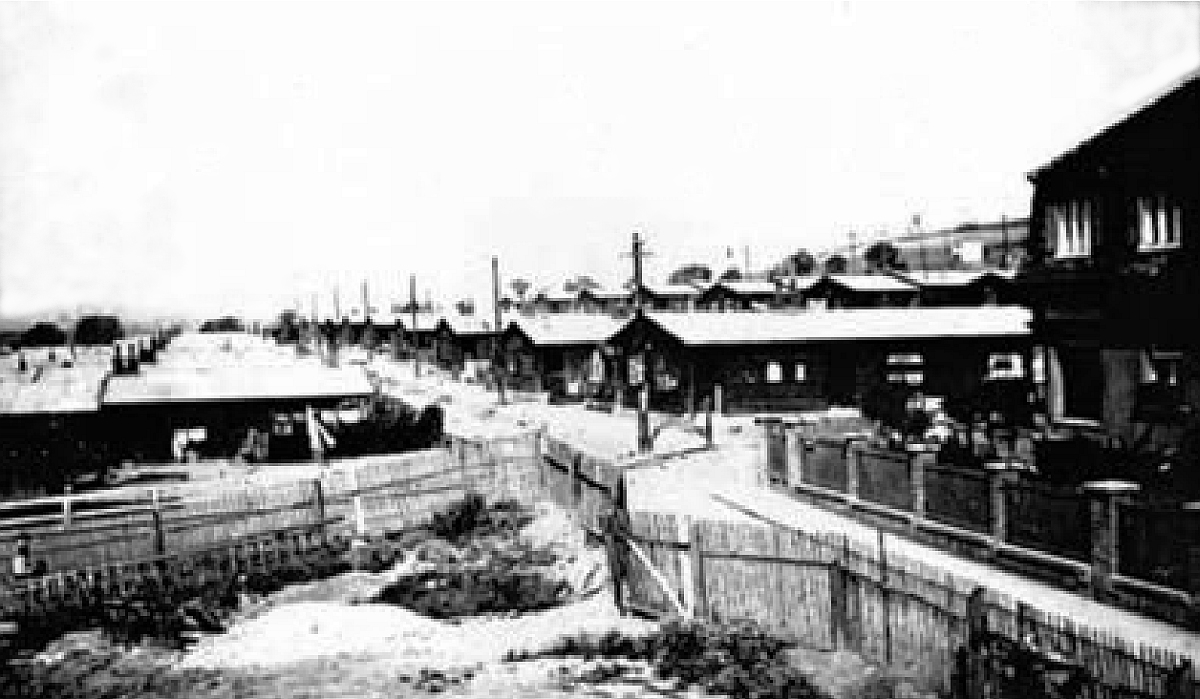
Bývalá nouzová kolonie Arizona v Jinonicích

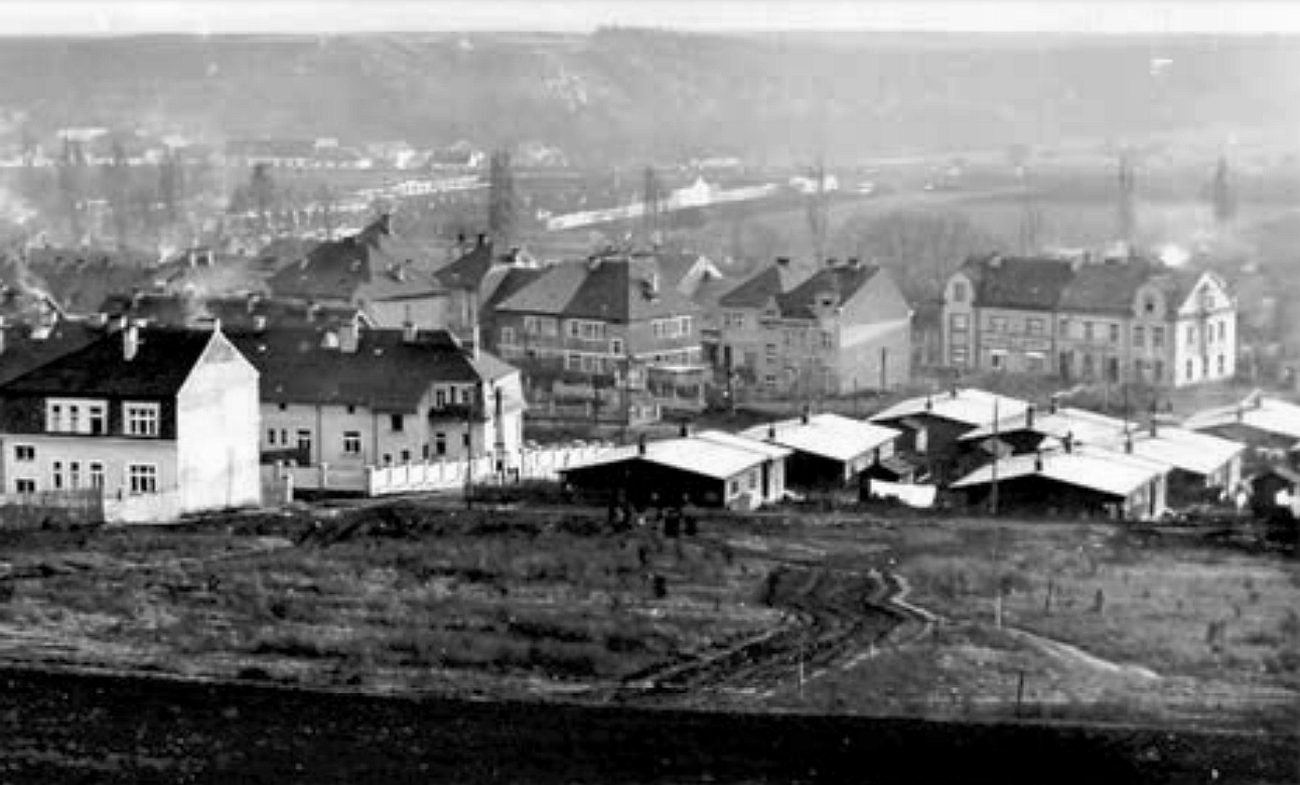
Pohled na kolonii Arizona ze svahu hory Vidoule

Nouzová kolonie Arizona byl soubor drobných dřevěných provizorních baráků postavených z popudu pražských zastupitelů tj. pražskou obcí za účelem řešení bytové otázky sociálně slabších obyvatel (směsice převážně dělnických profesí; např. nádeníci; světští či uhlíři). Kolonie se nacházela v mírném svahu v Jinonicích pří dnešní ulici Na Vidouli.

## Historie
Pražská obec zahájila stavbu prvních baráků v roce 1930 a domky byly primárně určeny pro lidi vystěhované pro neplacení nájemného nebo osoby, které se za nějakého důvodu ocitli bez přístřeší na ulici. Kolonii tvořilo pět řad po sedmi domcích a její budování bylo ukončeno v roce 1932. Domky navrhoval architekt Veselý. Každý objekt měl jeden metr vysokou podezdívku z bílých cihel, tři vchody (z obou boků) a obsahoval tři relativně samostatné bytové jednotky, každá jednotka byla projektována pro dvě osoby. Bytová jednotka o rozměrech 5 x 5 metrů obsahovala předsíňku, kuchyňku s jídelnou a místnost sloužící zároveň jako obývací pokoj i ložnice. Nájemné za měsíc za jednu bytovou jednotku činilo 60 korun a pokud kolonista dlužil v součtu za čtyři nájmy, byl soudně vystěhován a bytová jednotka byla nabídnuta dalšímu zájemci.
Zaniklá kolonie zaujímala oblast obdélníkového tvaru, která je dnes (rok 2022) ohraničena ulicemi: Souběžná II; U dětského hřiště; Na Vidouli; bezejmenná ulice spojující Souběžnou II s ulicí U dětského hřiště. V době svého největšího rozmachu zaujímala Arizona rozlohu asi 2,1 ha. Hlavní město Praha pronajalo své pozemky kolonistům a současně řešilo i údržbu lokality a k ní bezprostředně přilehlých prostranství.
Arizona byla jedna z mnoha nouzových kolonií, které vznikaly v prstenci kolem Velké Prahy. Kromě ní k nim patřilo v Jinonicích například i nedaleké Mexiko, Hliník, kolonie U Bulovky nebo U Tresorie. Kolonie Arizona byla zbořena v roce 1955. a obyvatelé byli přestěhování do nově vznikajících sídlišť (Malešice, Lhotka, Břevnov). Po zrušení kolonie Arizona byl na pozemcích nějaký čas sklad Obvodního podniku bytového hospodářství (OPBH).

Vzdálené pohledy na nouzovou kolonii Arizona z oblasti Jinonic a Vidoule
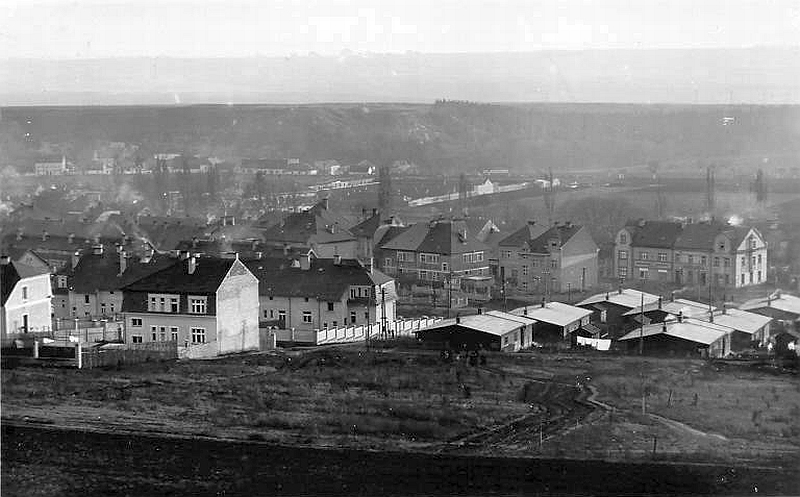
1933
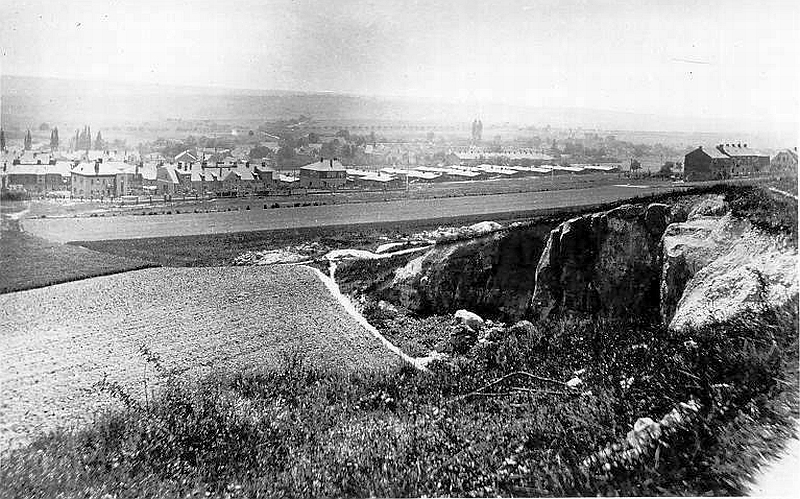
1937
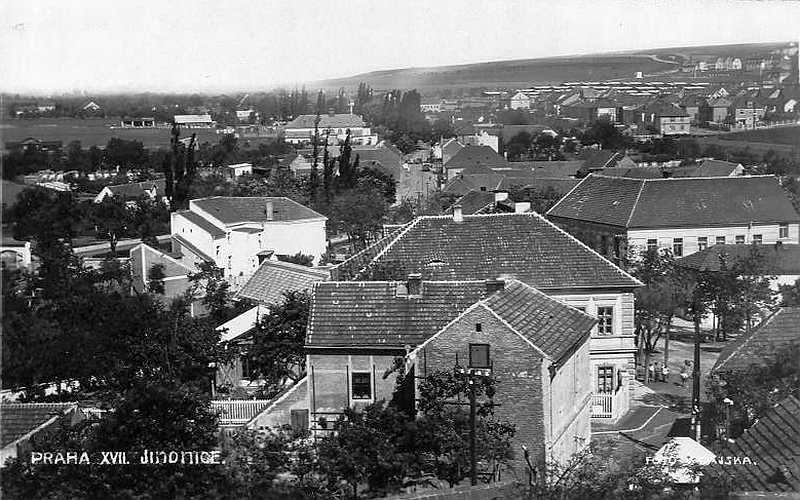
1937